# Madge Kennedy

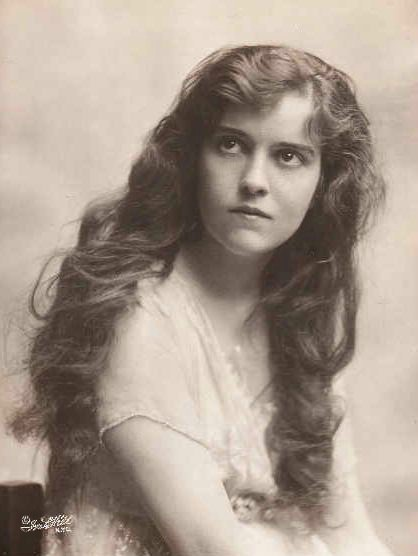
Madge Kennedy (1916)

Madge Kennedy (* 19. April 1891 in Chicago, Illinois; † 9. Juni 1987 in Woodland Hills, Los Angeles, Kalifornien) war eine US-amerikanische Schauspielerin.

## Leben
Madge Kenndy wurde in Chicago geboren und wuchs in Kalifornien auf. Mit ihrer Mutter kam sie im Alter von 18 Jahren nach New York City, wo sie Kunst studierte und Mitglied der Art Students League of New York wurde. 1910 begann sie mit der Schauspielerei und mit dem Stück Little Miss Brown debütierte sie 1912 am Broadway. Nachdem sie mit Twin Beds und Fair and Warmer zwei weitere erfolgreiche Broadwayshows hatte, debütierte sie mit den beiden Komödien Baby Mine und Nearly Married 1917 als Stummfilmschauspielerin. Nachdem sie das Drama Oh, Baby! 1926 abdrehte, entschied sie sich, dem Film den Rücken zu kehren, und war in den nächsten 25 Jahren lediglich auf der Theaterbühne zu finden.
Erst 1952 kehrte sie in der Rolle der Scheidungsrichterin Anne B. Carroll für die von George Cukor inszenierte Liebeskomödie Happy-End … und was kommt dann? zum Film zurück. In den folgenden Jahren sah man die inzwischen ergraute Kennedy wieder häufiger als Nebendarstellerin. Bis zu ihrem letzten Film 1976 mit Der Marathon-Mann drehte sie noch weitere Filme wie  Vincent van Gogh – Ein Leben in Leidenschaft, Der unsichtbare Dritte und Der Tag der Heuschrecke. Ebenfalls trat sie in vielen US-Fernsehserien auf, wobei sie dem amerikanischen Fernsehpublikum durch ihre wiederkehrende Nebenrolle als Tante Martha in der Serie Erwachsen müßte man sein am bekanntesten wurde.
Parallel zur Schauspielerei in Film, Fernsehen und Theater trat Kennedy auch im Radio auf. So hatte sie mit Burgess Meredith gemeinsam die Radioserie Red Davis, welche 1934 sowohl auf NBC Radio als auch bei WJZ ausgestrahlt wurde.
Kennedy war in erster Ehe von 1918 bis 1927 mit dem Bankier und Geschäftsmann Harold Bolster verheiratet. Um näher bei ihm zu sein, bat sie 1921 Samuel Goldwyn aus ihrem Filmvertrag aussteigen zu können, um wieder nach New York City ziehen zu können. Ihr Mann war ein Kriegsveteran des Ersten Weltkrieges und arbeitete für die New Yorker Bank Bennett, Bolster & Coghill. Bei einer Geschäftsreise nach Südamerika zog er sich eine Krankheit zu, an der er 1927 verstarb. Er vererbte ihr ein Vermögen von 500.000 US-Dollar. Am 13. August 1934 heiratete Kennedy den Schauspieler und Radiomoderator William B. Hanley, Jr.
Am 9. Juni 1987 verstarb Kennedy mit 96 Jahren im Motion Picture and Television Hospital. Sie hat ihren Stern am Walk of Fame an der 1600 Vine Street.

## Filmografie (Auswahl)
- 1917: Baby Mine
- 1917: Nearly Married

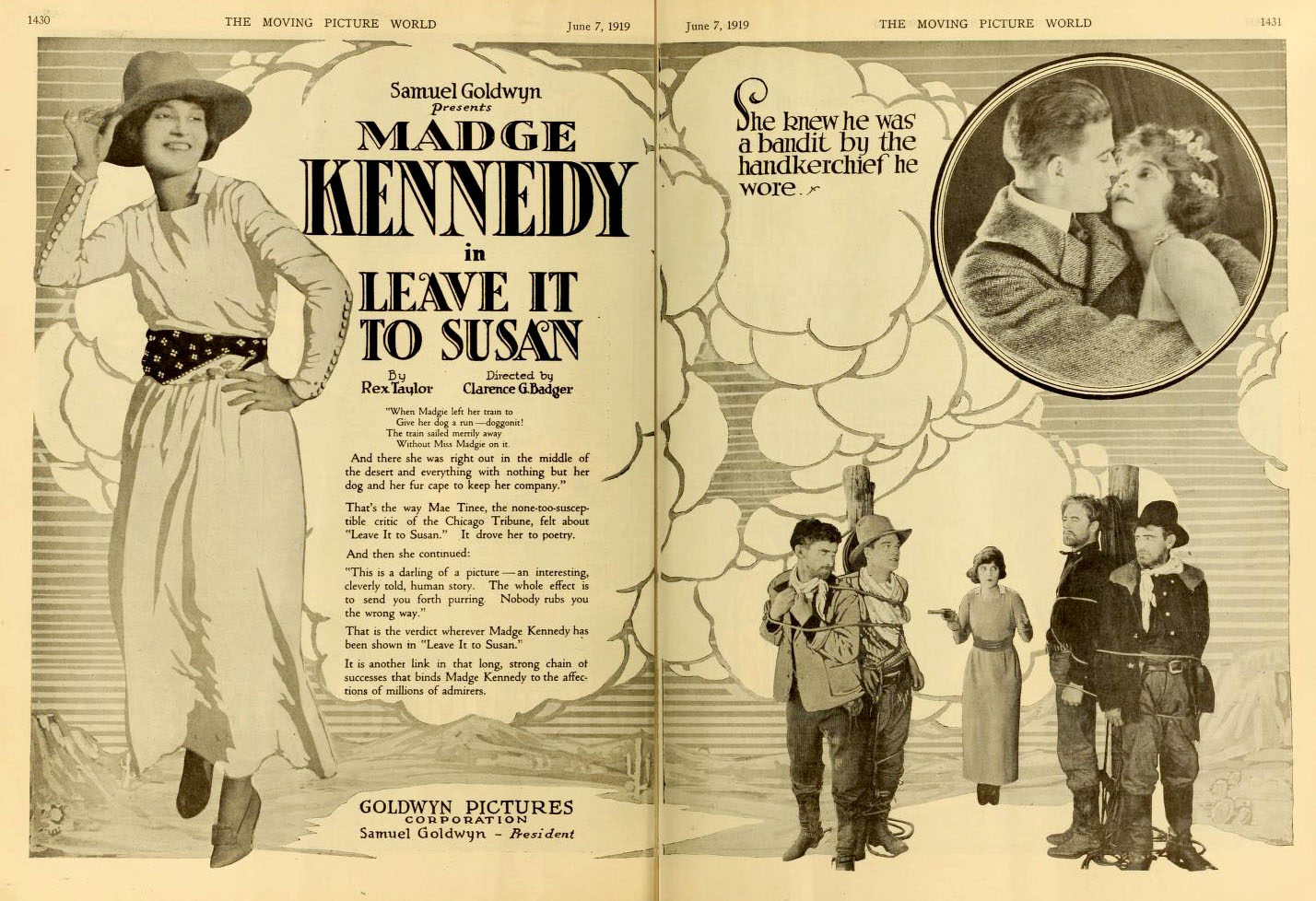
Leave it to Susan (1919)

- 1921: The Girl with the Jazz Heart
- 1919: Leave it to Susan
- 1926: Oh, Baby!
- 1952: Happy-End … und was kommt dann? (The Marrying Kind)
- 1955: Der große Regen (The Rains of Ranchipur)
- 1956: Mädchen ohne Mitgift (The Catered Affair)
- 1956: Vincent van Gogh – Ein Leben in Leidenschaft (Lust for Life)
- 1956–1962: Alfred Hitchcock präsentiert (Alfred Hitchcock Presents, Fernsehserie, 6 Folgen)
- 1957–1963: Erwachsen müßte man sein (Leave It to Beaver, Fernsehserie, 5 Folgen)
- 1958: Man müßte eine kleine Bank berauben (A Nice Little Bank That Should Be Robbed )
- 1958: Hausboot (Houseboat)
- 1959: Der unsichtbare Dritte (North by Northwest)
- 1959: Die Killer von Dakota (Plunderers of Painted Flats)
- 1960: Machen wir’s in Liebe (Let’s Make Love)
- 1963: Twilight Zone (The Twilight Zone, Fernsehserie, Folge 4x16 Gestrandet)
- 1969: Nur Pferden gibt man den Gnadenschuß (They Shoot Horses, Don’t They?)
- 1970: 100 Dollar mehr, wenn’s ein Junge wird  (The Baby Maker)
- 1972: Männerwirtschaft (The Odd Couple, Fernsehserie, Folge 2x18)
- 1975: Der Tag der Heuschrecke (The Day of the Locust)
- 1976: Der Marathon-Mann (Marathon Man)